# Xanthoparmelia chlorochroa
Xanthoparmelia chlorochroa är en lavart som först beskrevs av Edward Tuckerman, och fick sitt nu gällande namn av Hale. Xanthoparmelia chlorochroa ingår i släktet Xanthoparmelia och familjen Parmeliaceae.   Inga underarter finns listade i Catalogue of Life.

## Bildgalleri

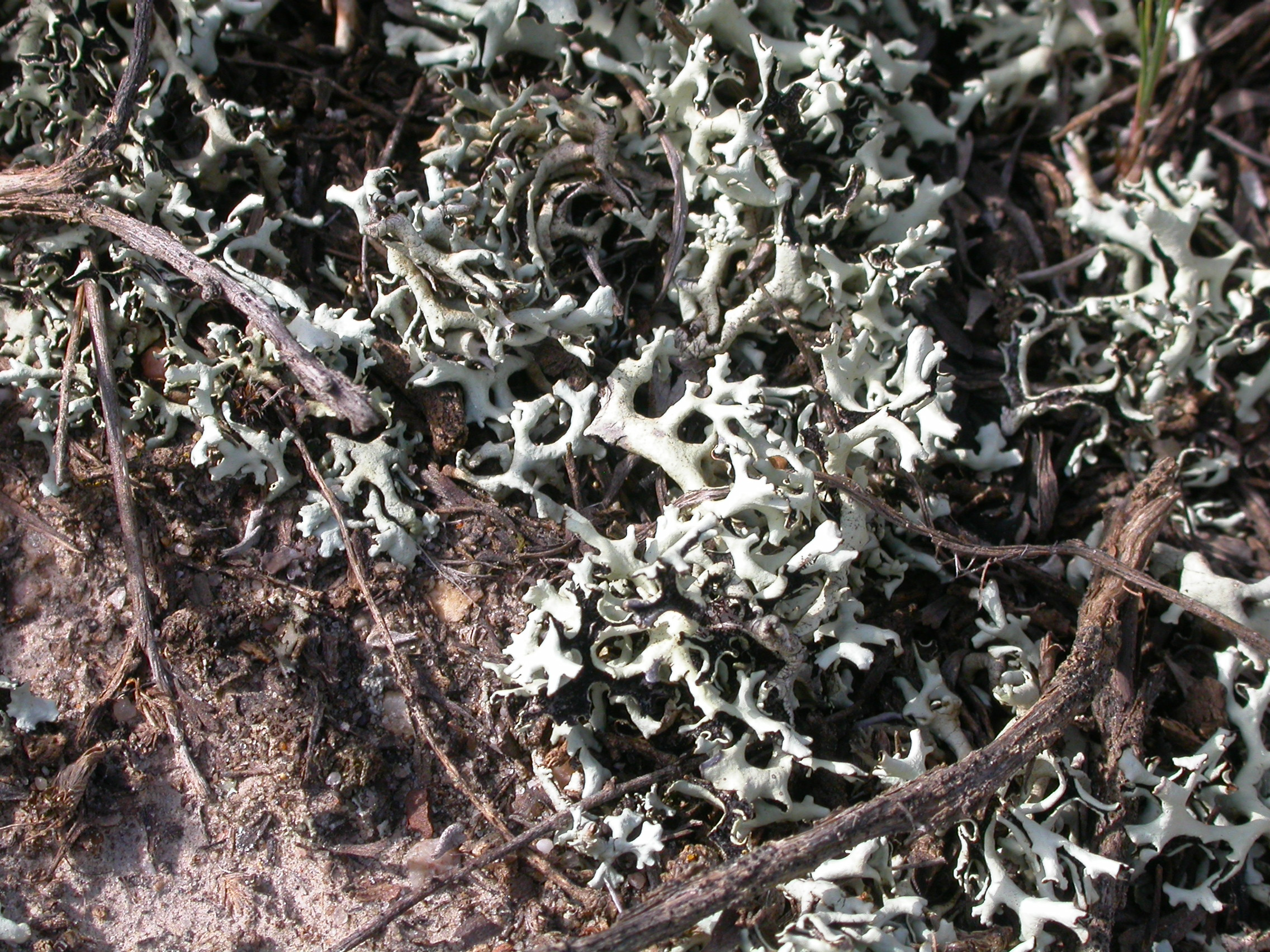